# Аббадо, Клаудио
Кла́удио Абба́до (итал. Claudio Abbado; 26 июня 1933[…], Милан, Королевство Италия — 20 января 2014[…], Болонья) — итальянский оперный и симфонический дирижёр и музыкальный деятель.

## Биография
Клаудио Аббадо родился в Милане, в семье известного скрипача Микеланджело Аббадо. Окончив Миланскую консерваторию им. Верди, Аббадо в дальнейшем совершенствовался у Ханса Сваровски в Венской Академии музыки и исполнительского искусства. В 1958 году получил 1-ю премию на конкурсе дирижёров им. С. А. Кусевицкого в США, а в 1963 году — 1-ю премию и на конкурсе им. Д. Митропулоса.
В качестве оперного дирижёра Аббадо дебютировал в 1958 году в Триесте с оперой «Любовь к трём апельсинам». В 1965 году впервые выступил на Зальцбургском фестивале, с «Севильским цирюльником» Дж. Россини. В 1971—1986 годах он был главным дирижёром и художественным руководителем театра «Ла Скала». В 1986—1991 годах — главный дирижёр и художественный руководитель Венской государственной оперы. Одновременно выступал и как симфонический дирижёр: в 1979—1987 годах Аббадо возглавлял Лондонский симфонический оркестр, в 1989 году, после смерти Герберта фон Караяна, возглавил Берлинский филармонический, который покинул в 2002 году. В 1978 году Аббадо основал Молодёжный оркестр Европейского союза.
Страстный поклонник Густава Малера, он в 1985 году в Лондоне организовал и возглавил фестиваль «Малер, Вена и XX век»; в 1986 году создал Молодёжный оркестр им. Густава Малера, став его художественным руководителем и главным дирижёром. В 2003 году основал оркестр Люцернского фестиваля.
Аббадо был художественным советником Камерного оркестра Европы. В 1988 году положил начало ежегодному культурному событию в Вене — «Вин модерн», проходившему как фестиваль современной музыки, но постепенно охватившему все сферы современного искусства. В 1991 году учредил Международный конкурс композиторов в Вене; в 1992 году вместе с Натальей Гутман основал фестиваль камерной музыки «Берлинские встречи». С 1994 года Аббадо был художественным руководителем Зальцбургского пасхального фестиваля.
Аббадо гастролировал во многих странах, в том числе в 1974 году — в Москве, с театром «Ла Скала». 1 мая 1996 года дал концерт в Мариинском театре в Петербурге с Берлинским филармоническим оркестром. В программе были Прокофьев, Рахманинов, Бетховен и Чайковский.
Манере Клаудио Аббадо были присущи спокойный, властный жест и сдержанность в управлении оркестром. Отмечают его строгий вкус, верность авторскому тексту, продуманность и масштабность концепции, ясность фактуры, утончённость оттенков.

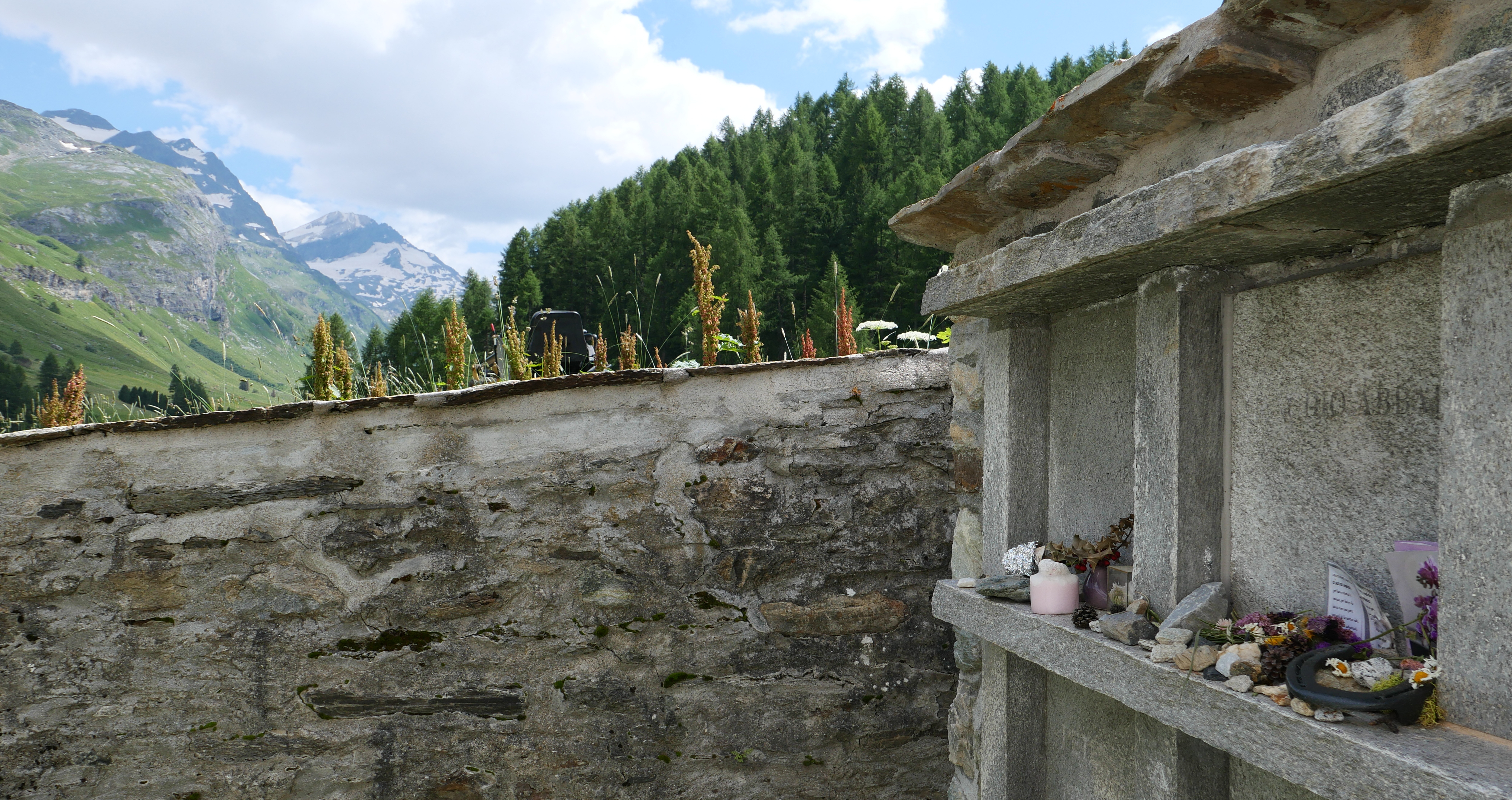
Могила урны в 2024 году на фоне долины Фекс.

В 2000 году у Аббадо обнаружили рак желудка; в ходе лечения дирижёру удалили немалую часть пищеварительной системы. В конце 2007-го по состоянию здоровья он прекратил концертную деятельность.
20 января 2014 года Клаудио Аббадо скончался в Болонье в возрасте восьмидесяти лет после долгой борьбы с раком. Останки Аббадо были кремированы, а урна с частью его праха захоронена на кладбище часовни Фекс-Краста XV века в Валь Фексе. Это часть муниципалитета Зильс-им-Энгадин, деревни в швейцарском кантоне Граубюнден, где у Аббадо был загородный дом.
Брат музыканта, Марчелло Аббадо (1926 — 2020), — пианист и композитор, руководитель Миланской консерватории (1972—1996). Племянник, Роберто Аббадо (род. 30 декабря 1954, Милан), — оперный и симфонический дирижёр.

## Личная жизнь
Первый брак: 1956, жена: Джованна Каваццони, в браке родились двое детей: Даниэль Аббадо (1958), стал директором оперного театра и Алассандра (1959).
Второй брак: жена Даниэла Канталуппи, сын  - Себастиано Аббадо.
Состоял в отношениях с британской скрипачкой русского происхождения Викторией Мулловой. Сын: Миша Мулов-Аббадо (стал джазовым басистом).

## Признание
Аббадо награждён многими наградами, среди которых Большой крест ордена «За заслуги перед Итальянской Республикой», Большой крест ордена Почётного легиона, Большой Крест «За заслуги» Германии, Почётное Кольцо города Вены, Большой Золотой Почётный знак Австрийской Республики. Лауреат премии Эрнста фон Сименса (1994), премии Вольфа (2008).
По результатам опроса, проведённого в ноябре 2010 года британским журналом о классической музыке "BBC Music Magazine" среди ста дирижёров из разных стран, среди которых такие музыканты, как Колин Дэвис (Великобритания), Евгений Мравинский (Россия), Густаво Дудамель (Венесуэла), Марис Янсонс (Латвия), Клаудио Аббадо занял третье место в списке из двадцати наиболее выдающихся дирижёров всех времён. Введён в Зал славы журнала Gramophone.
Был пожизненным сенатором с 30 августа 2013 года.

## Издание записей в СССР
В СССР неоднократно выходили пластинки с записями классической музыки в исполнении оркестров под управлением Клаудио Аббадо в 1966, 1978 и 1983 гг. и др.